# Qieyun

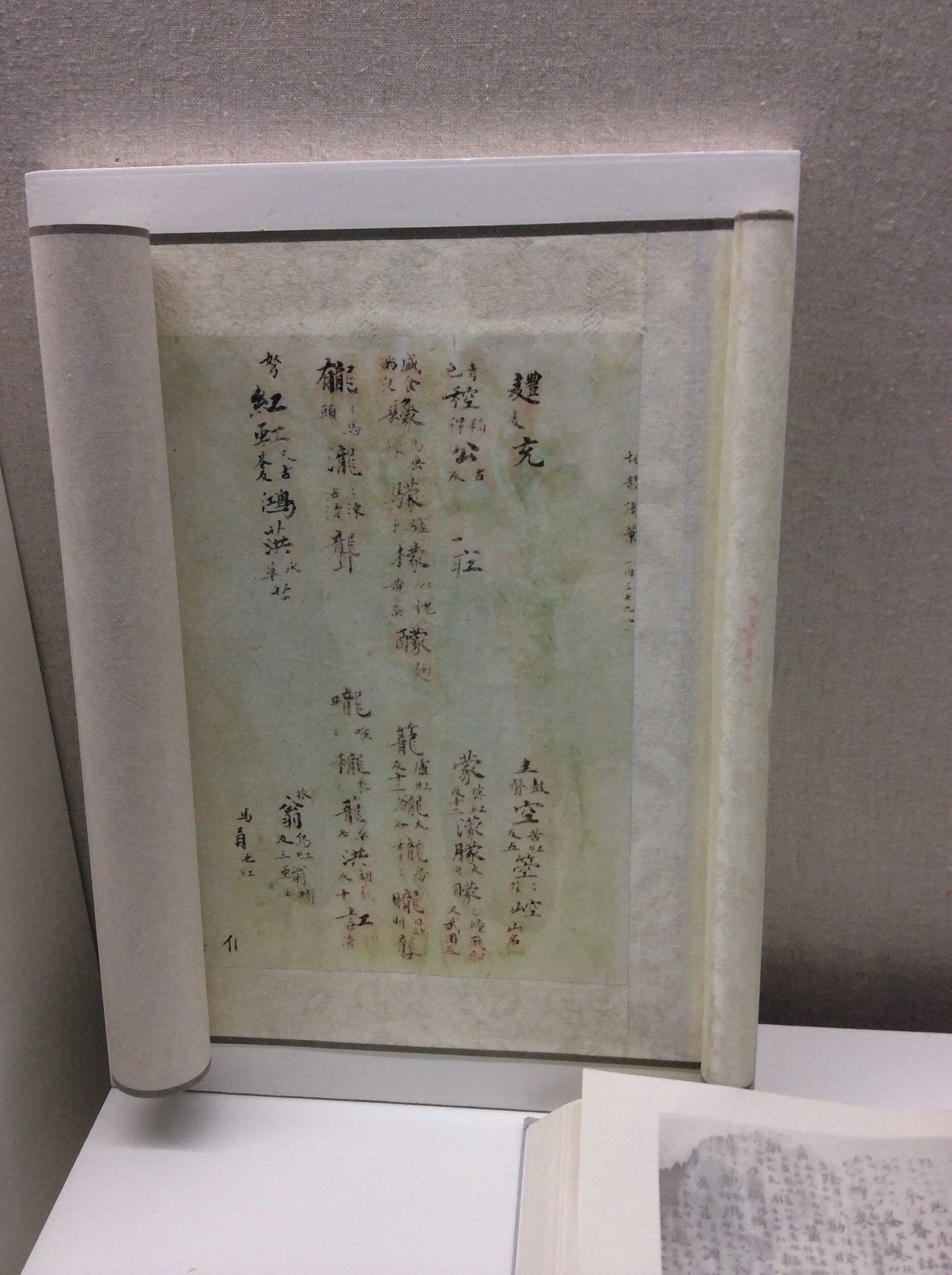
Ett utdrag ur Qieyun utställt på Kinas ordboksmuseum i Jincheng, Shanxi.

Qieyun (kinesiska: 切韵, Qièyùn) är ett kinesiskt rimlexikon utgivet under Suidynastin år 601. Lexikonet kom under Tangdynastin att normera det vårdade läsuttalet. I modern tid har det spelat en viktig roll för den språkhistoriska rekonstruktionen av medeltidskinesiska. Inga källskrifter av det ursprungliga verket finns bevarade, och kunskapen om innehållet baserar sig dels på en senare uppteckning av Wang Renxu (Wáng Rénxū 王仁煦) från 706, dels på den utvidgade versionen Guangyun från 1008, samt i viss mån på fragment från de arkeologiska fynden i Dunhuang.

## Språkvarietet
Eftersom Qieyun är en av de huvudsakliga källorna för kunskap om medeltidskinesiska, har det varit viktigt att utröna vilken språkvarietet som beskrivs i rimlexikonet. Den svenske sinologen Bernhard Karlgren, som utförde den första fonetiska rekonstruktionen av medeltidskinesiska, ansåg att Qieyun återspeglade dialekten i huvudstaden Chang'an, där rimlexikonet sammanställdes.
Sedan det förkomna förordet till Qieyun återfunnits, är den dominerande uppfattningen istället att det språk som beskrivs i lexikonet utgör en kompromiss mellan bildat läsuttal i kinesiska dialekter från norr och söder under 500-talet, det vill säga den senare delen av det tidsskede som kallas De sydliga och nordliga dynastierna. Huvudredaktören Lu Fayan (Lù Fǎyán 陸法言) skildrar i förordet ett möte i sitt hem kring Suidynastins början, där ordbokens upplägg diskuterades av åtta deltagare: tre från söder och fem från norr. Ingen av mötesdeltagarna hade då levt någon längre tid i Chang'an.
Tongivande i ordboksarbetet blev två lärda från söder: Yan Zhitui (Yán Zhītuī 顏之推) och Xiao Gai (Xiāo Gāi 蕭該). Det viktigaste inslaget i rimlexikonets målspråk är därför förmodligen den varietet som förekom i Jinling (Jīnlíng 金陵, nuvarande Nanjing) – Kinas dåvarande kulturella centrum – varifrån de tre sydlänningarna i ordboksgruppen kom. Men det språk som beskrivs i ordboken härstammar också delvis från Ye (鄴, Yè), huvudstaden för flera tidigare nordliga dynastier. De fem medlemmar av ordboksredaktionen som kom norrifrån hade antingen vuxit upp eller levt en längre tid i Ye.

## Lexikografisk struktur

### Åtkomststruktur
Qieyun bestod av fem band eller häften (juàn 卷), uppdelade efter de medeltidskinesiska tonkategorierna. Två band ägnades åt ord med jämn ton (píngshēng 平聲), medan de övriga tonkategorierna (stigande, fallande och inträdande ton) avhandlades i var sitt. Varje band var i sin tur indelat i rimgrupper. Det första tecknet i varje grupp ger gruppen dess namn och kallas yùnmù (韻目). 
Yùnmù med jämn ton betecknar också en större grupp ord med samma stavelsekärna och koda men inte nödvändigtvis samma ordton, det vill säga en grupp bestående av liknande rim ur olika band av Qieyun. Ibland inkluderas då även ord ur tonkategorin inträdande ton, vilkas koda skilde sig från de övriga ordens. Delmängderna av de större, heterotoniska rimgrupperna sorterades i samma ordning i de olika banden. I bandet för inträdande ton (rù shēng 入聲) ordnades rimmen som de rim i de andra tonkategorierna vars koda bestod av nasal konsonant.
I varje band var rimgrupperna därefter indelade i grupper av homofoner. Varje homofongrupp markerades av en liten ring (niǔ 紐) före det första lemmat i gruppen.

### Artikelstruktur
Varje lemma försågs med en eller flera betydelseangivelser. Uttalet angavs efter den semantiska delen för det första tecknet i varje grupp av homofoner. För att visa uttalet, använde sig ordboksredaktörerna av fanqie-metoden (fǎnqiè 反切). Metoden går ut på att med hjälp av två tecken, vars uttal redan är kända, ange uttalet av ett tredje. Det första tecknet i formeln anger uttalet av initialen, det vill säga stavelsens ansats exklusive eventuell påföljande halvvokal. Det andra anger uttalet av stavelsens final, det vill säga eventuell medial samt stavelsens rim. Till rimmet räknas stavelsekärna, koda och ordton. Detta innebär att information om ordton i Qieyun angavs på två sätt: dels genom uppdelningen i olika band, dels genom fanqie-stavningen. Slutligen angavs också antalet ord i homofongruppen under dess första lemma.

### Fotnoter
1. ↑  Norman 1988, s. 25
2. ↑  Baxter 2014, s. 9
3. ↑  Baxter 1992, s. 38
4. ↑  Norman 1988, s. 24
5. ↑  Baxter 1992, s. 35 ff
6. ↑  Baxter 1992, s. 37 ff
7. ↑  Norman 1988, s. 24 f
8. ↑  Baxter 1992, s. 34
9. ↑  Pulleyblank 1984, s. 136.
10. ↑  Norman 1988, s. 27
11. ↑  Norman 1988, s. 28
12. ↑  Baxter 1992, s. 35